# Seitaad ruessi

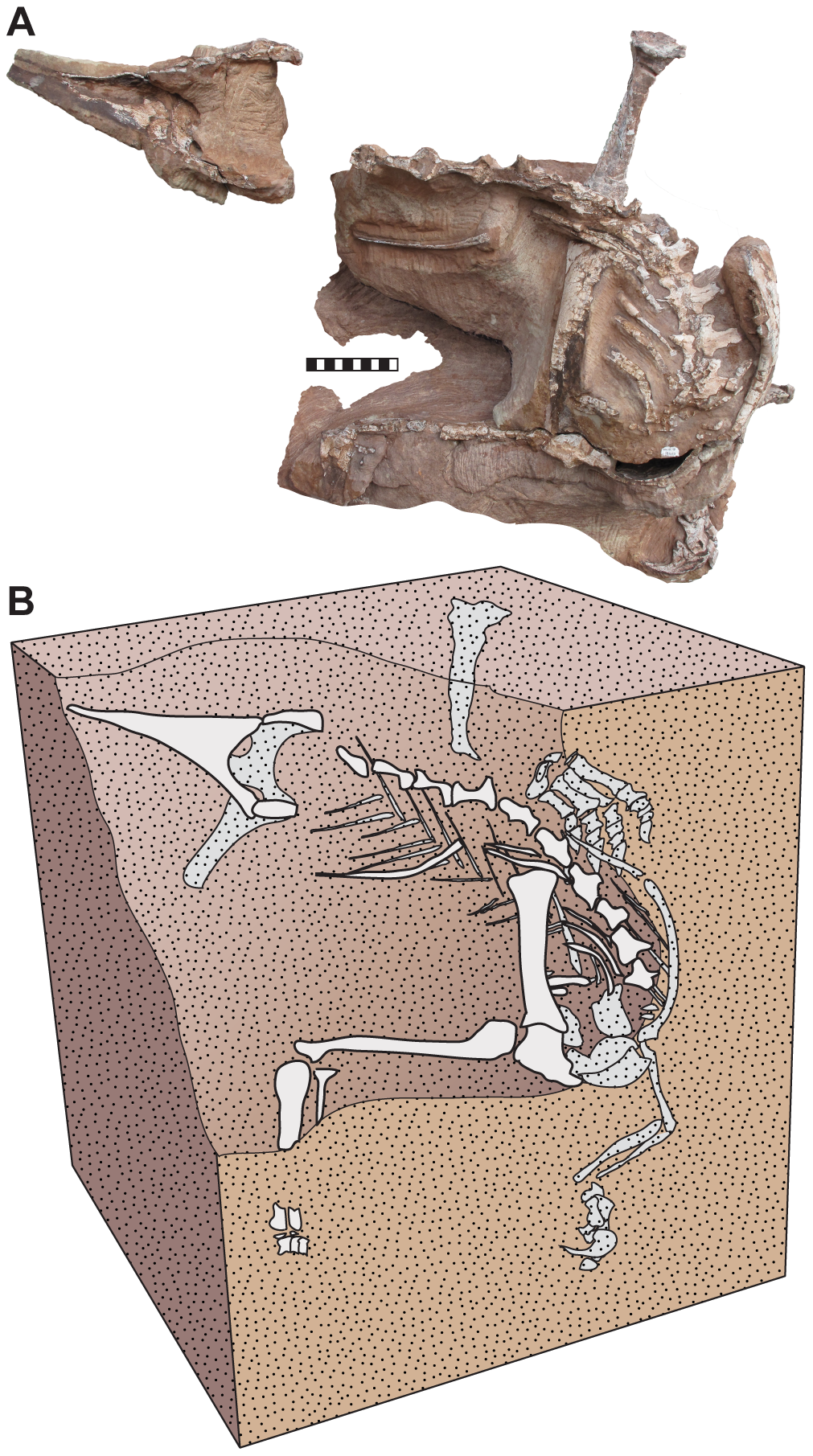
Fòssils en la postura en què foren trobats

Seitaad ruessi és una espècie de dinosaure prosauròpode que va viure al Juràssic inferior en el que actualment és Utah, Estats Units. És l'única espècie del gènere i fou descrita l'any 2010, basant-se en fòssils recuperats de la formació Navaho Sandstone al sud de Utah.